# Akademie der Künste
52°30′54″N 13°22′46″Ø / 52.51500°N 13.37944°Ø
Akademie der Künste i Berlin blev grundlagt i 1696 af kurfyrste Frederik 1. af Preussen. Dets nuværende præsident er Adolf Muschg, som fulgte efter György Konrád i 2003.
Det uddeler et stort antal priser.